# Carlingford
Carlingford en inglés y Cairlinn en gaélico es un pueblo medieval en el norte del condado de Louth (Contae Lú en gaélico), en Irlanda (Éire en gaélico), en la frontera con Irlanda del Norte (Tuaisceart Éireann en gaélico). Se encuentra entre la desembocadura del río Newry (Abhainn Ghleann Rí en gaélico) en Carlingford Lough (Loch Chairlinn en gaélico) (al este) y la montaña llamada Slieve Foy (al oeste), en las coordenadas GPS N54.02.463 W6.11.120. En las carreteras R176/R173 entre la punta de Greenore (An Grianphort en gaélico) y Omeath (Ó Méith en gaélico). Carlingford está a 27 km al norte de Dundalk (Dún Dealgan en gaélico) (por carretera, 15.6 km en línea recta) y 90 km al norte de Dublín (Ath Cliath en gaélico).
Carlingford conserva muchas calles medievales - la principal es Tholsel Street (Stráid an Tólsail en gaélico irlandés).
En el año 2008 «Carlingford y la península de Cooley» obtuvo la distinción EDEN, que otorga la Comisión Europea, a uno de los veinte «Mejores destinos de turismo y el patrimonio intangible local».

## Transporte
Carlingford tuvo una estación de tren en el temprano 1876 que cerró en 1952.
Una ruta de autobús une Carlingford con Dundalk cinco veces al día y con Newry tres veces al día via Omeath. En los días escolares hay servicio adicional con Newry, pero los domingos y festivos no hay servicio.

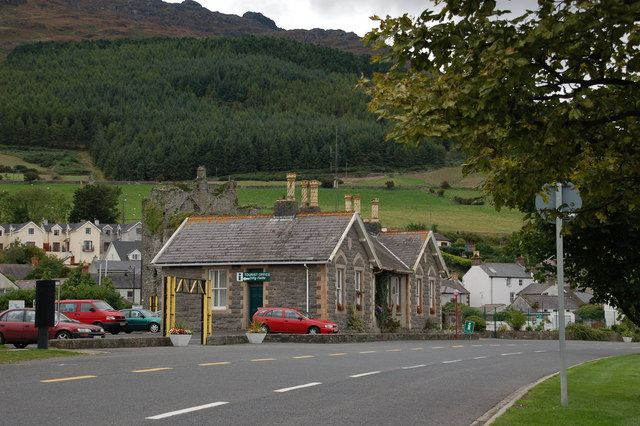
Antigua estación de tren de Carlingford

Carlingford posee también una marina.